# Castelo de Pambre

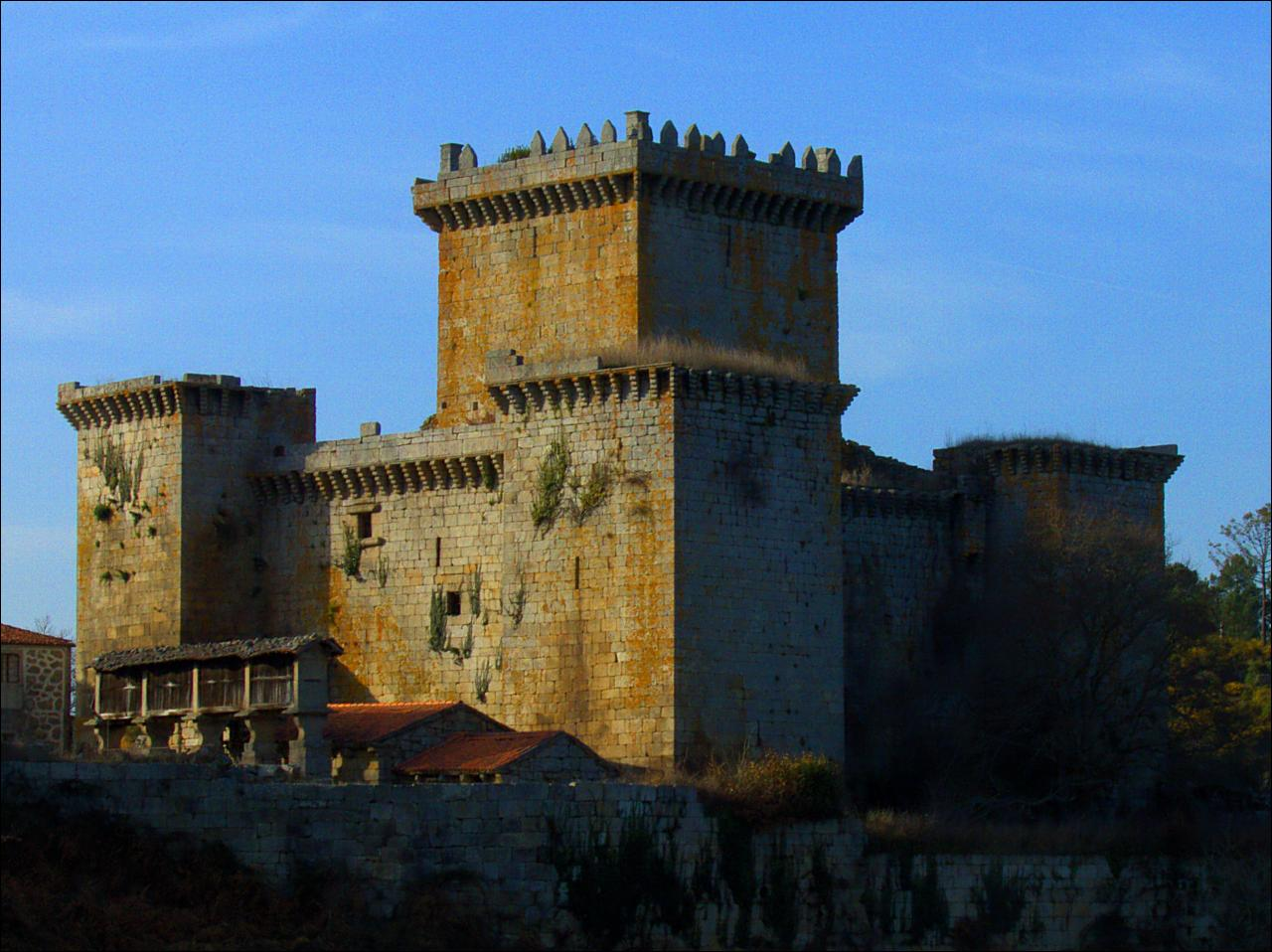
Castelo de Pambre, Espanha: vista geral.

O Castelo de Pambre localiza-se na aldeia de Pambre,  paróquia de Pambre, no concelho de Palas de Rei, na província de Lugo, comunidade autónoma da Galiza, na Espanha.
Ergue-se no alto de um penedo rochoso, em posição dominante sobre a povoação e o rio Pambre, a cerca de 45 quilômetros de Lugo. Um dos poucos castelos que ficaram de pé após as revoltas Irmandinhas, e em bom estado de conservação, é considerado um dos melhores exemplares da arquitectura militar medieval na Galiza.

## História

### Antecedentes
As lendas tradicionais da região atribuem a sua construção aos mouros, que por artes mágicas, o teriam erguido em apenas uma noite.
Na realidade, antes de ter sido construído, a região foi palco, por anos a fio, das lutas entre Pedro I, o Cruel e Henrique II de Castela, como por exemplo, a batalha do rio Pambre, entre as forças de Fernando Ruiz de Castro, partidário de Pedro I, assassinado em Montiel, e as de Pedro Ruiz Sarmiento, Adiantado Maior de Henrique II. A derrota do primeiro levou-o ao exílio em Portugal e, posteriormente, na Inglaterra, onde veio a falecer.

### A construção do castelo
O castelo foi erguido ao final do século XIV por D. Gonzalo Ozores de Ulloa. Este nobre pagara a sua lealdade ao partido perdedor com vários anos de prisão. Após ser libertado, teve que lutar contra os Seixas, que haviam usurpado as suas terras. Nessas lutas, conquistou as fortificações de Curbián e de San Paio de Narla. Com as vitórias, fez erguer este castelo que, posteriormente, seria palco de novas lutas, agora entre a nobreza e o arcebispo de Santiago de Compostela, Alonso III de Fonseca.

### As revoltas Irmandinhas
No contexto das revoltas Irmandinhas, este foi um dos poucos castelos que se mantiveram de pé. Isso deveu-se à coragem de Sancho Sánchez de Ulloa, que parlamentou com os revoltosos numa reunião histórica em Melide e que, diante das exigências de que entregasse o castelo, mas temendo pela sua vida, decidiu fugir, salvando a vida. O castelo, entretanto, foi respeitado pelos irmandinhos.

### Do século XV aos nossos dias
Durante o século XV o castelo manteve a função militar, assim como a de fielato, uma vez que guarnecia a travessia obrigatória do rio, sujeita ao pagamento de portagem pelo uso do caminho.
Após passar à propriedade dos Ulloa, em 1484 passou à propriedade dos condes de Monterrei.
Na documentaçao de aforamento a perpetuidade, que no ano 1702 se outorga a Manuel Moreiras, já se cita que só ficam em pé os lanços pétreos.
Em 1895, o duque de Alba vendeu a fortificação, junto com o seu recheio e outros edifícios, a Dom Xosé Soto, vizinho de Palas de Rei, por 27.000 pesetas. Devido à ilegalidade desta venda, por mor do aforamento perpétuo anteriormente outorgado, a família Moreiras recupera novamente a propriedade do castelo no ano 1912.
Por fim, após ter pertencido a Manuel Moreiras e ao seu irmão materno Manuel García Blanco desde 1912, o qual procurou a sua valorização por meio da administração de património cultural espanhol sem sucesso, em 1974 foi vendido a Manuel Taboada Fernández, que o doou testamentariamente à congregação de beneficência dos Irmãos Missionários dos Enfermos Pobres em 2010. Na actualidade, a Xunta de Galicia procura a sua gestão para dessenvolver a sua valorização e evitar a ruína.

## Características

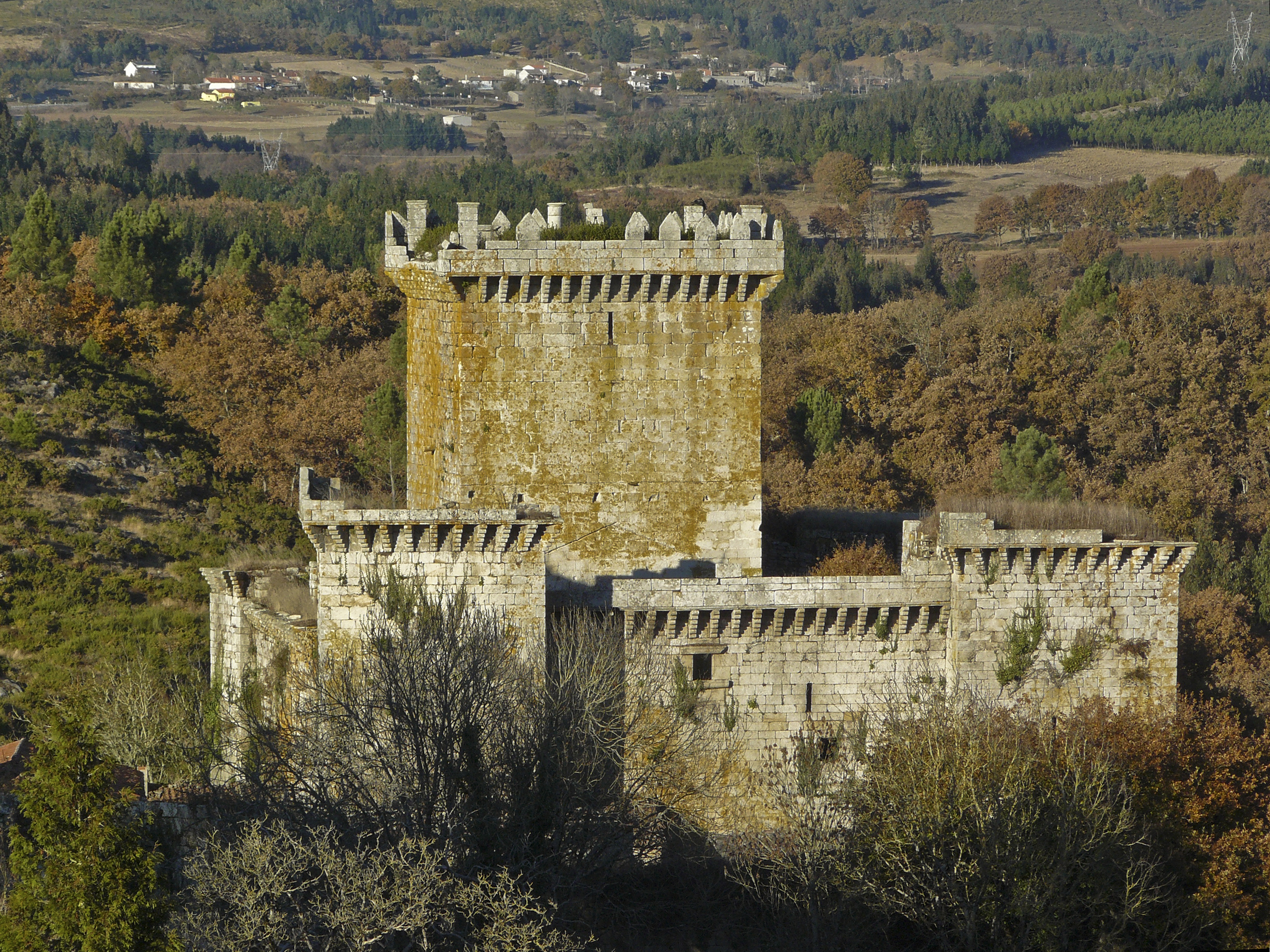
Castelo de Pambre, Espanha: vista geral.

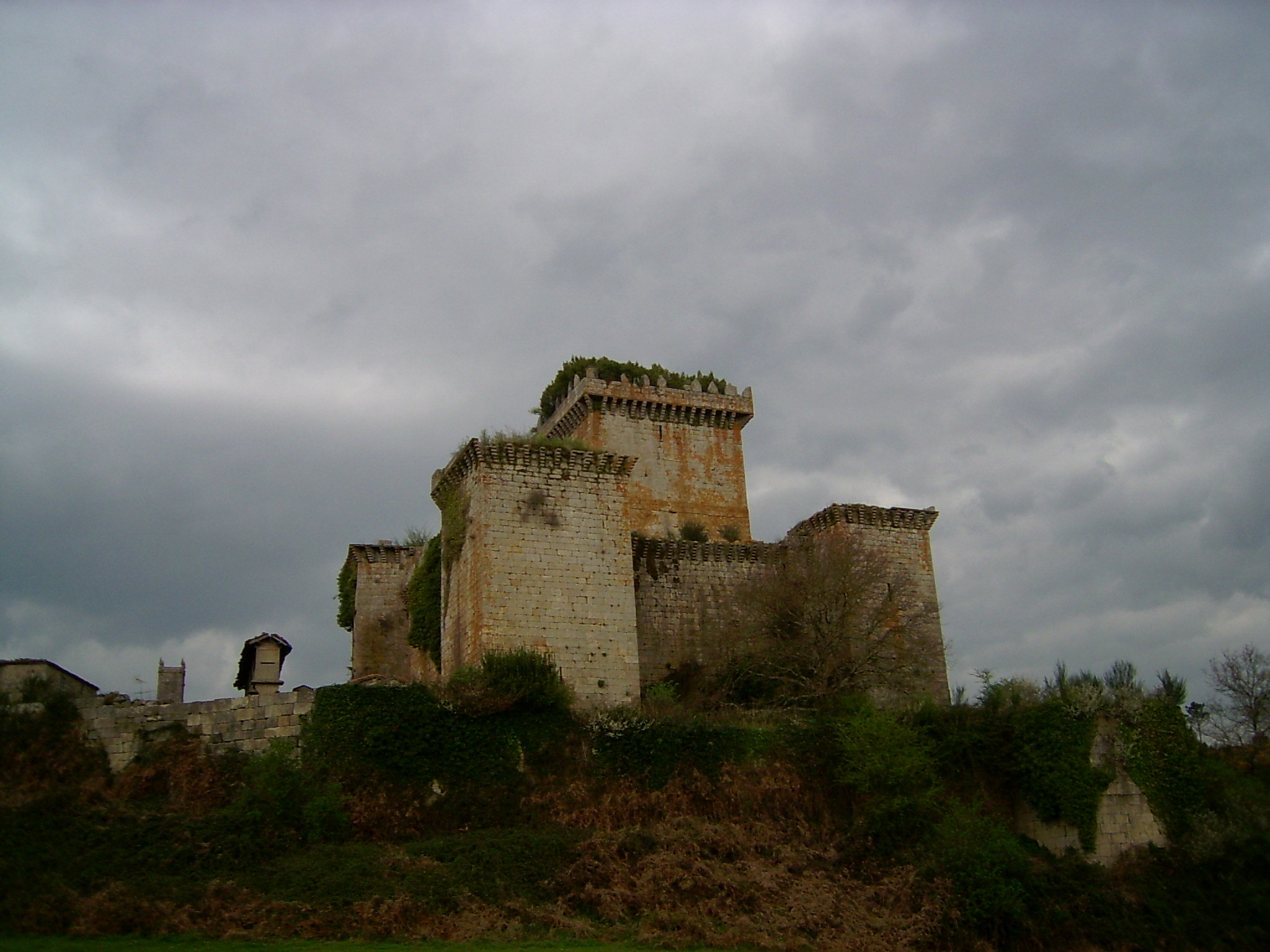
Castelo de Pambre, Espanha: vista geral.

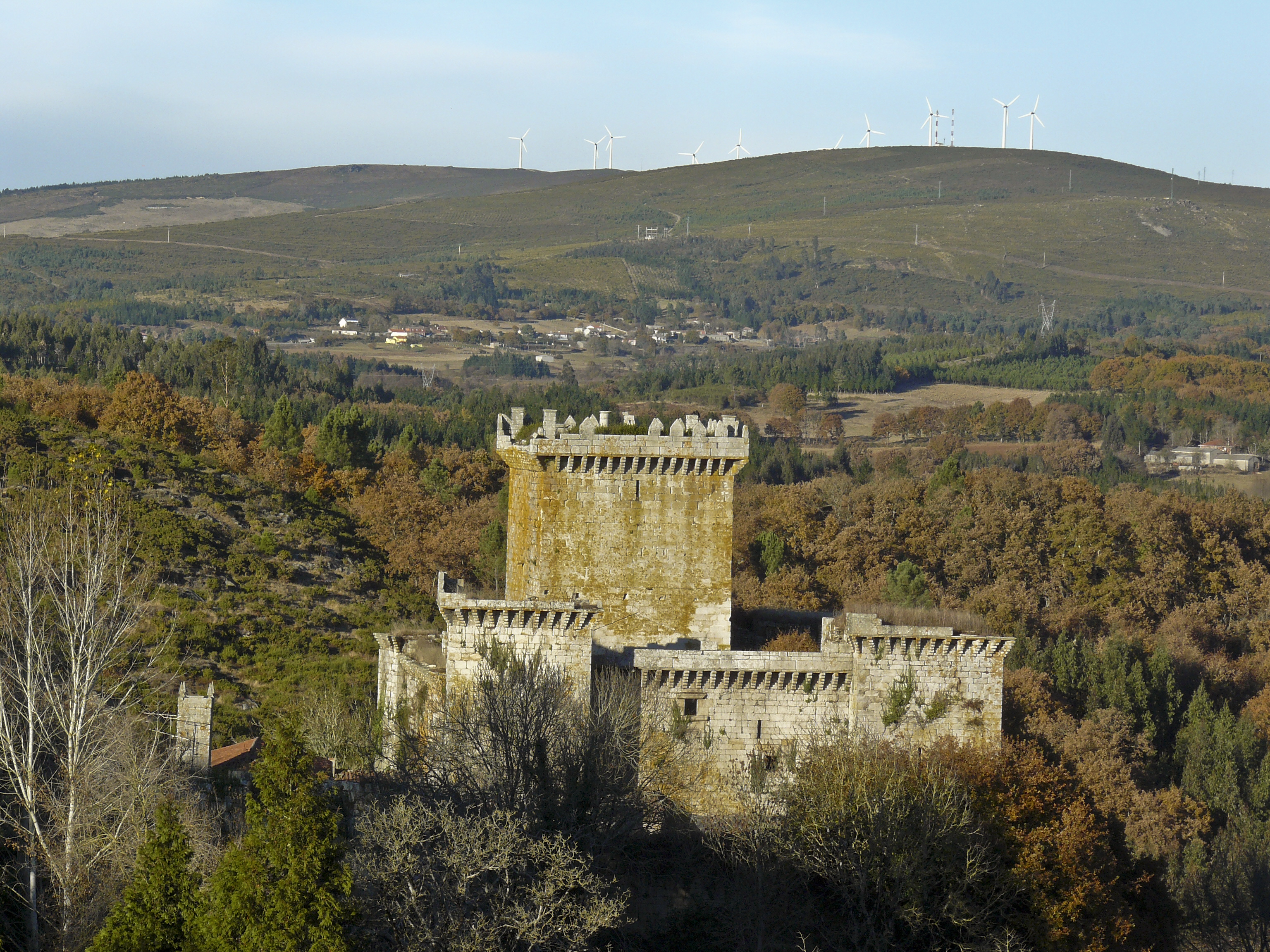
Castelo de Pambre, Espanha: vista geral.

O castelo apresenta planta quadrada, com quatro torres nos vértices.
As torres são coroadas por ameias salientes em ponta ou triângulo, e os seus interiores são iluminados através de pequenas janelas com parlatórios, derrame interior e arco rebaixado.
A fachada Sul apresenta defesas similares. Uma janela conserva a inscrição Ave Maria em caracteres góticos.
No interior do castelo foi encontrada uma lápide sepulcral pertencente aos filhos do capitão Payo Varela, alcaide da fortificação, datada de 1620, e que se encontra no Museu arqueológico provincial de Lugo.

### A muralha exterior
A planta do amuramento principal é um retângulo irregular, com 21 metros de comprimento por 17 de largura, sendo o seu eixo maior o Nordeste-Sudoeste. Os muros setentrionais são corridos e os meridionais são rasgados por seteiras verticais e circulares.
A muralha exterior, perfurada por nove seteiras, umas verticais e outras circulares, adapta-se à configuração do terreno. A sua espessura é de 2 a 2,5 metros, chegando aos 5 metros na zona da porta de acesso. Esta é de arco de meio ponto com uma ogiva lançeolada, com o escudo da família Ulloa na chave (quinze escaques). Ainda hoje se podem ver nos paramentos as pegadas deixadas pelas escadas que levavam aos adarves. No extremo da diagonal abre-se uma poterna (porta auxiliar).

### A muralha interior
A segunda muralha, rodeada por umas distribuições a descoberto e coroada por uma seqüência de consolos que suportam o balestreiro, possui uma porta para o Oeste com as mesmas armas.

### A torre de menagem
No centro do conjunto encontra-se a torre de menagem, de planta quadrada, com onze metros de lado e dividida internamente em três pavimentos. O primeiro pavimento é cego, rasgado por uma porta em estilo românico, a 5 metros do chão. O segundo pavimento eleva-se a 5 metros do chão e existem indícios que permitem admitir uma ponte interior que comunicaria esta planta com a muralha, através de uma porta em arco apontado encimada pelo escudo de armas dos Ulloa. No terceiro pavimento há um vitral de arcos apontados geminados com arquinhos em lóbulo.

### A capela
À direita da entrada encontra-se a Capela de São Pedro, erguida ao final do século XII em estilo românico. Possui uma área de cerca de quarenta e dois metros quadrados e abside retangular. O tímpano da portada principal apoia-se sobre espigões com a moldura em forma de pirâmide e a outra com uma rosácea de quatro folhas. O tímpano da porta do Sul engasta um arco de volta perfeita apoiado sobre espigões lisos. A maioria dos cachorros são lisos. Constitui-se na igreja paroquial de San Pedro de Pambre e fez parte do patrimônio do Mosteiro de Samos. Nela Antonio López Ferreiro ambienta uma cena do seu romance "O Castelo de Pambre". Em nossos dias é utilizada como estábulo.

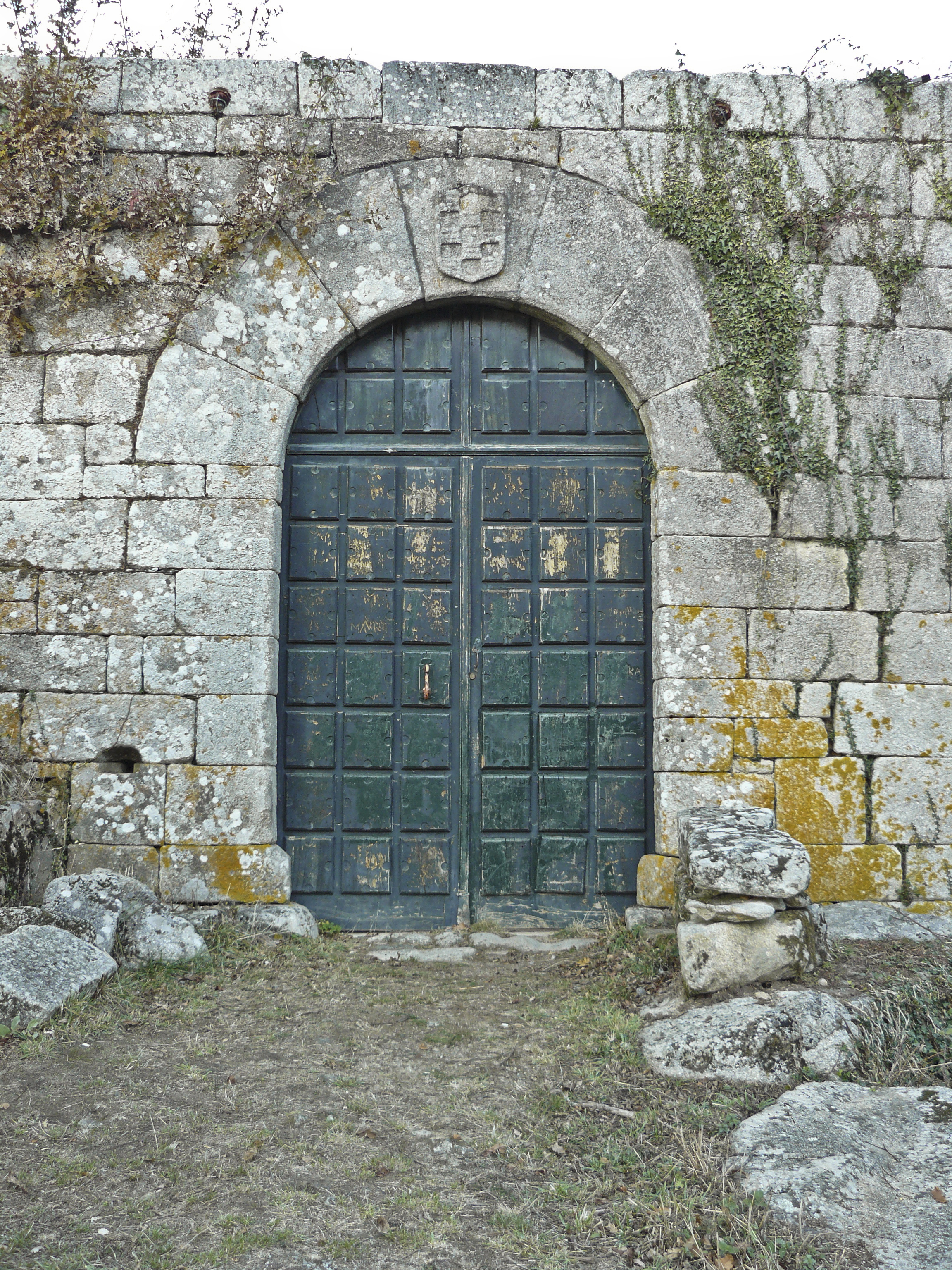
Castelo de Pambre, Espanha: portão de armas.
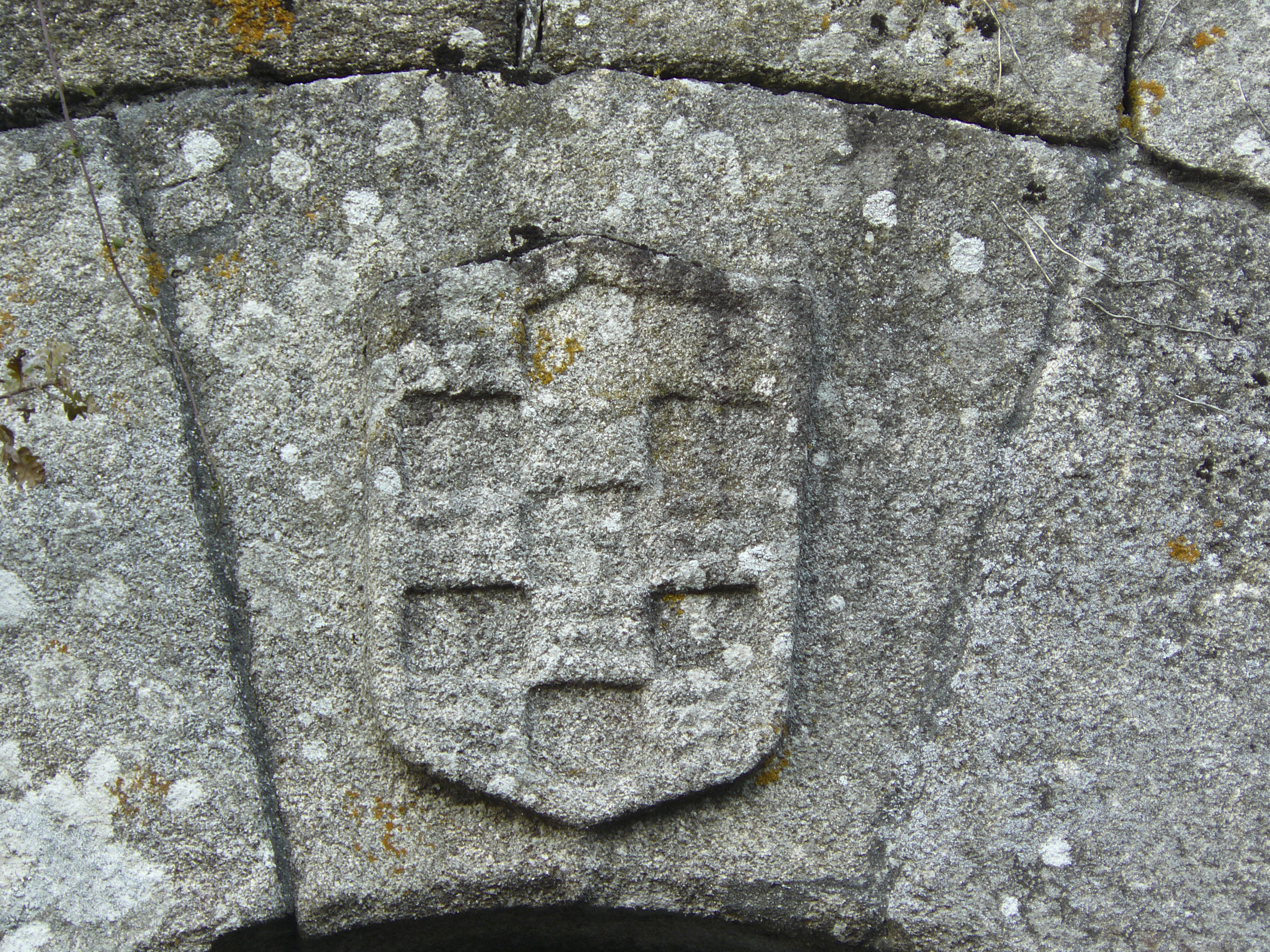
Castelo de Pambre, Espanha: detalhe da pedra de armas.
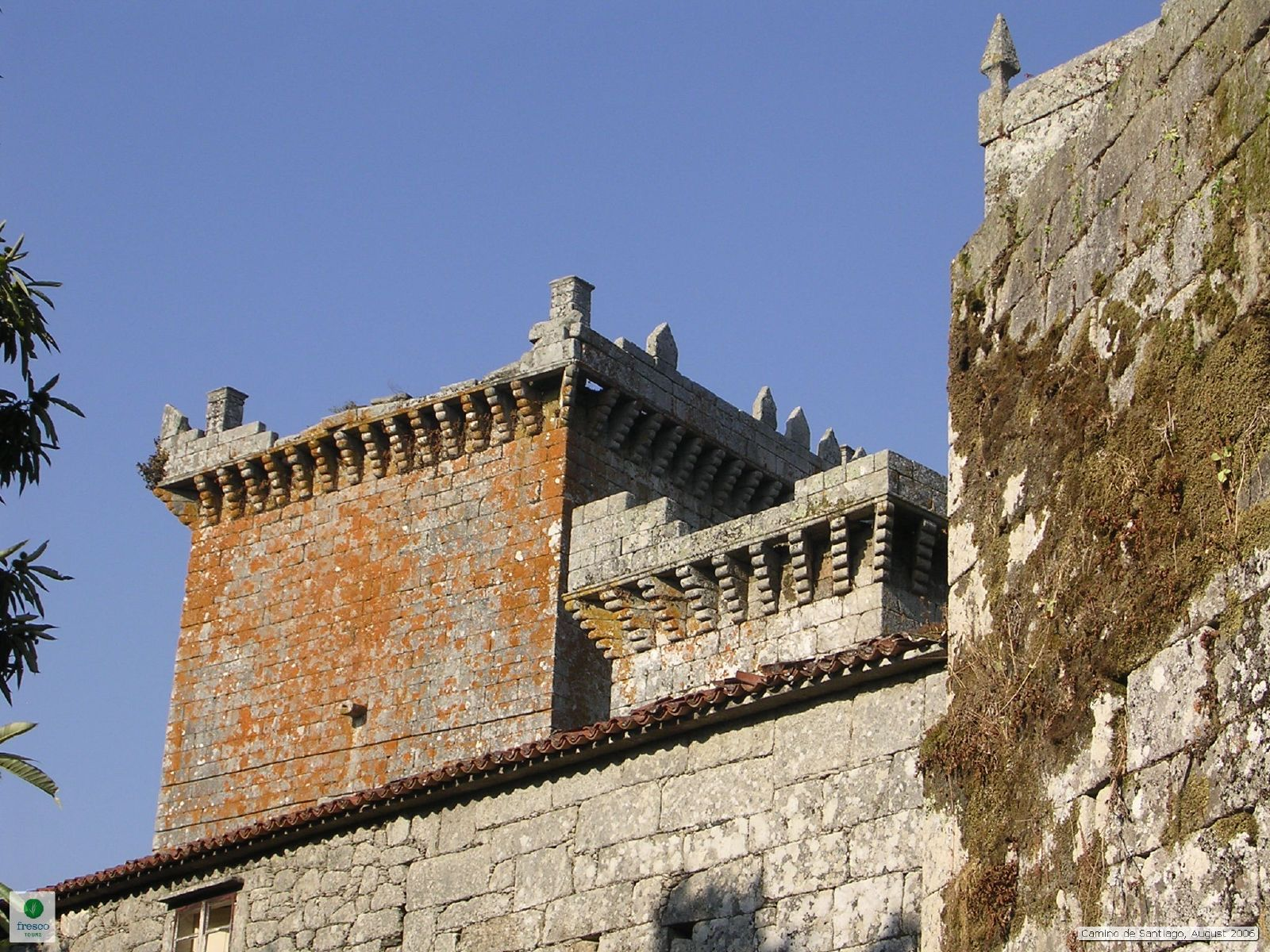
Castelo de Pambre, Espanha: detalhe das torres.
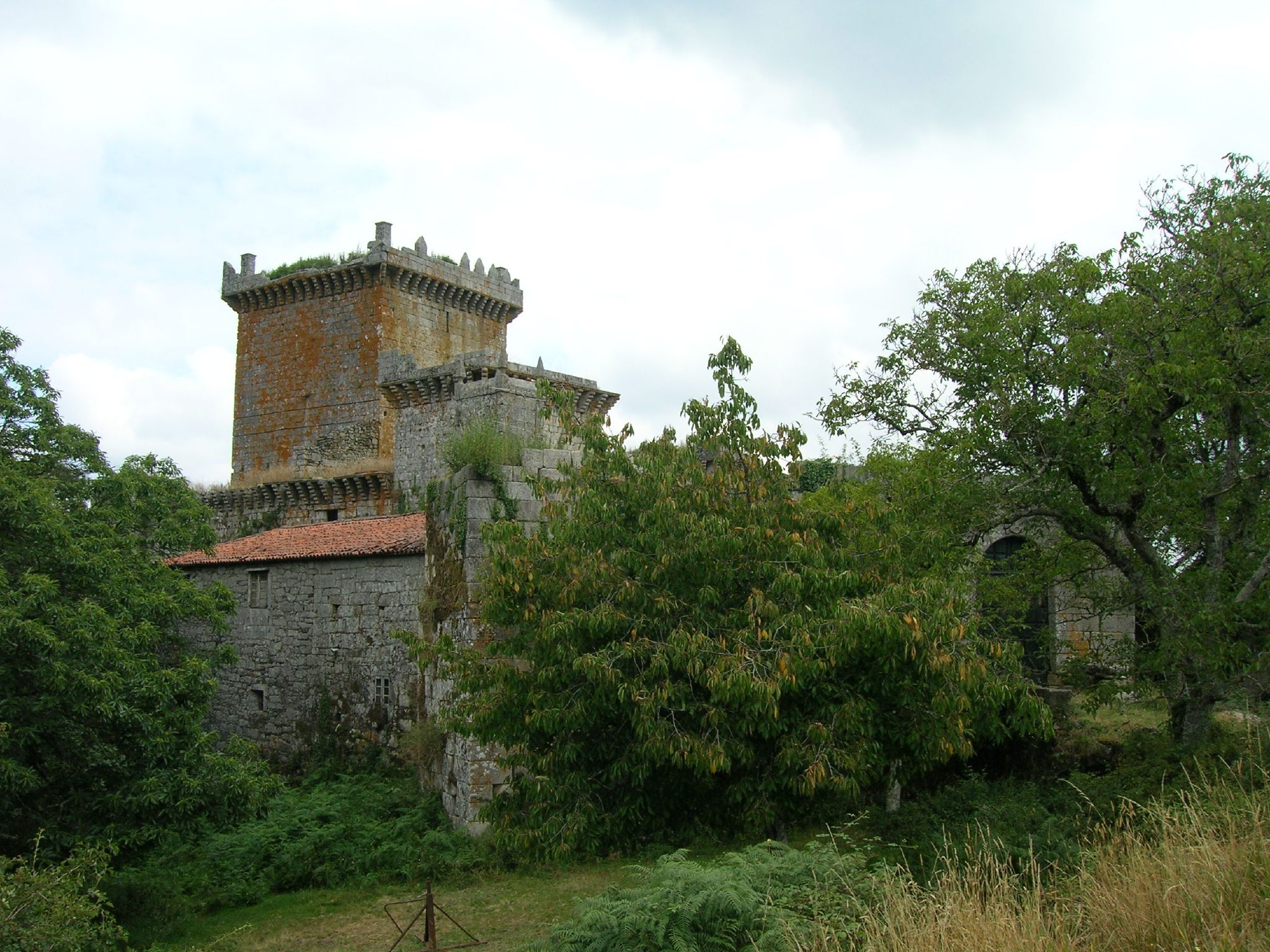
Castelo de Pambre, Espanha: vista geral.
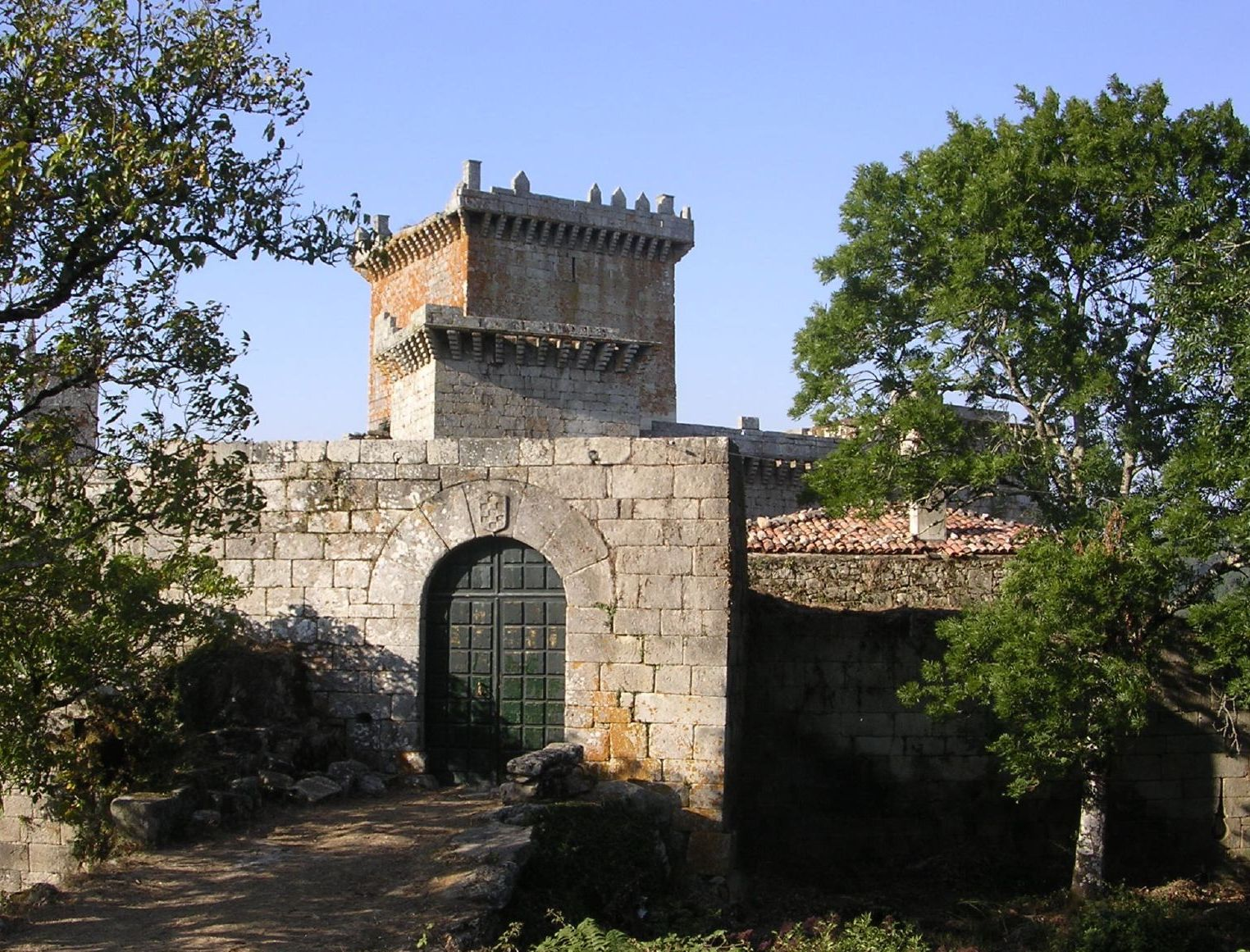
Castelo de Pambre, Espanha: fachada principal.